# Число Бінгама
Число Бінгама (англ. Bingham number; нім. Bingham-Zahl f) — міра відношення сил пластичності і сил тертя:
Bi = (Сила пластичності)/(Сила тертя) = τo l / μ v
де τo — динамічне напруження зсуву, Н/м2; l — характерний лінійний розмір, м; μ — динамічний коефіцієнт в'язкості, Па•с;
v — швидкість потоку, м/с.
Назване на честь американського хіміка Юджина Бінгама (Eugene Bingham).